# ハートランド
ハートランド（英: Heartland）は、地政学の用語。ハルフォード・マッキンダーが『デモクラシーの理想と現実』の中でユーラシア大陸の中核地域を中軸地帯（Pivot Area）と呼んだことに始まり、後にハートランドと改められた。

## 概要

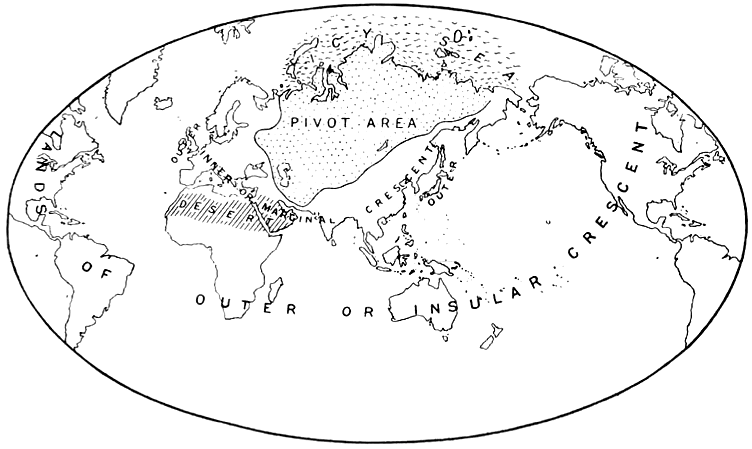
出典:"The Geographical Pivot of History", Geographical Journal 23, no. 4 (April 1904)

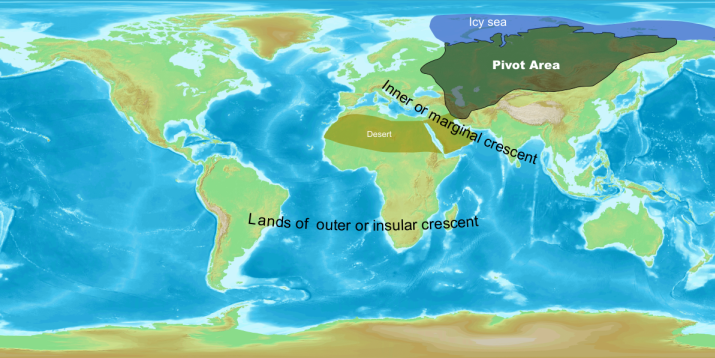
中軸地帯、内側の三日月地帯と外側の三日月地帯

マッキンダーは20世紀初頭の世界情勢をとらえ、これからはランドパワーの時代と唱えた。とりわけ、それまでの世界の歴史が海軍大国（海洋国家）優位であったのに対し、鉄道の整備などにより大陸国家の移動や物資の輸送などが容易となったことで、ハートランドを支配する勢力による脅威が増しているとし、海洋国家同士の連携を主張した。
マッキンダーは1900年代初頭の世界地図をユーラシア内陸部を
- 中軸地帯（ハートランド） (Pivot Area)
- 内側の三日月地帯 (Inner or marginal crescent)
- 外側の三日月地帯 (Lands of outer or insular crescent)

に分け、「東ヨーロッパを支配するものがハートランドを支配し、ハートランドを支配するものが世界島（ワールド・アイランド）を支配し、世界島を支配するものが世界を支配する」と説き反響を呼んだ。また、マッキンダーはユーラシアに存在する大国群をシーパワー・ランドパワーに分けて、それぞれが対立する関係にあると論じ、大陸国家がヨーロッパを中心として熾烈な戦争を始め、戦線を拡大していくに違いないと予見した（事実ナチス・ドイツとソビエト連邦が熾烈な覇権争いを行った）。

## 現代への影響
しかしマッキンダーは、当時次第に注目されつつあった空軍力の影響力を重視せず、第一次世界大戦以降、航空機戦力を中心とした戦争が中心となるにつれ、次第にマッキンダーのハートランド論は時代遅れと批判されることとなった。しかしこうした国際政治の構造や力学に鋭い視点を展開したマッキンダーのハートランド論は時代環境の変化に照らして、さらに地政学の世界で応用的に用いられ、ニコラス・スパイクマンによって主張されたリムランド論や、コリン・グレイなどによってハートランドのモデル化など、後の地政学や軍事戦略におおいに影響を与えたとされる。